# Spermacoce bisepala
Spermacoce bisepala är en måreväxtart som beskrevs av Bernard Verdcourt. Spermacoce bisepala ingår i släktet Spermacoce och familjen måreväxter. Inga underarter finns listade i Catalogue of Life.